# Cipangu

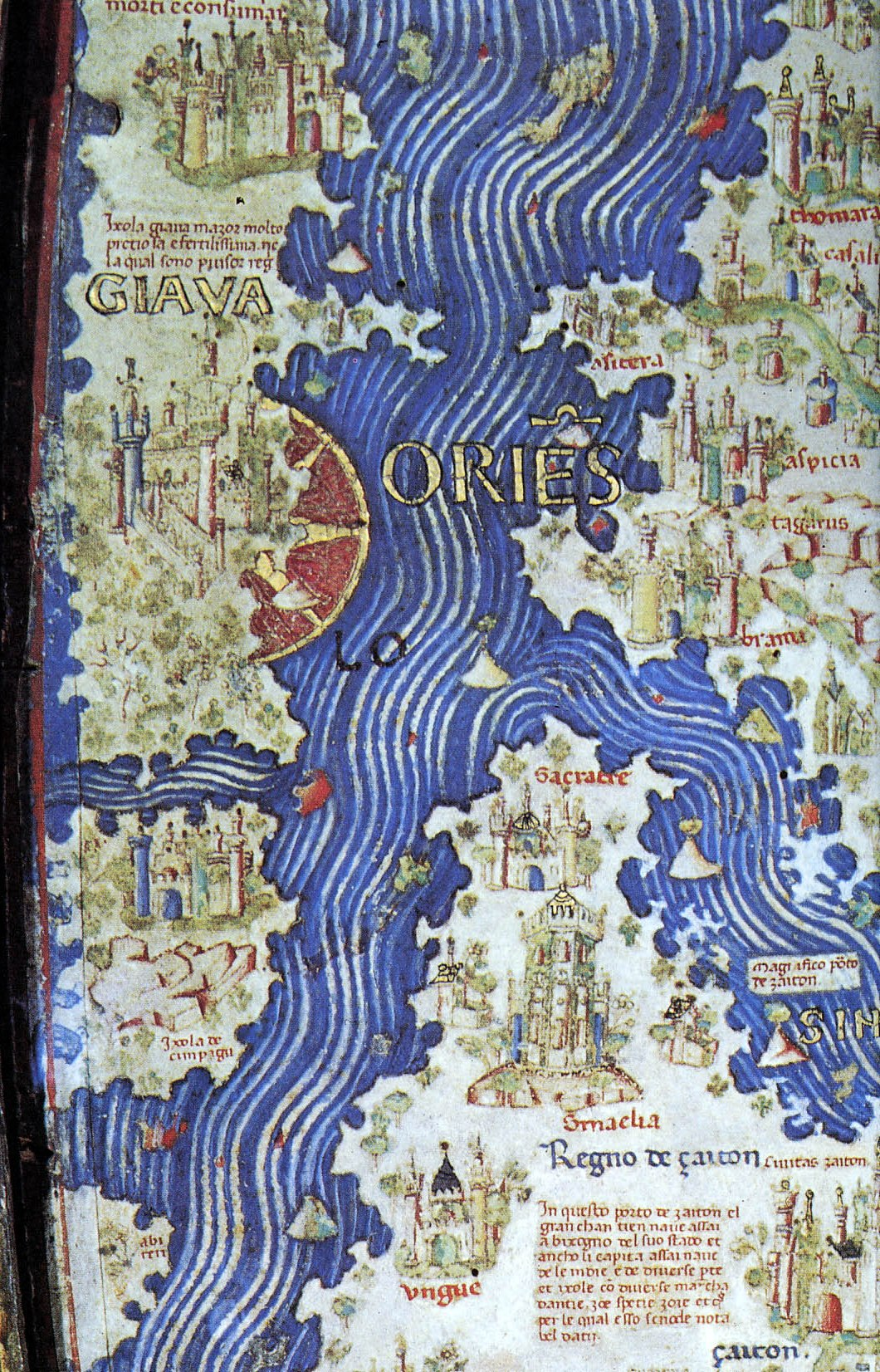
Cipangu op de Fra Mauro-wereldkaart (1459), de eerste Westerse afbeelding van het eiland.

Cipangu is in de vroeg- Mandarijnse of mogelijk Wu vorm van de Chinese spreektaal (uitspraak) het begrip voor het land Japan. Het werd door Marco Polo genoteerd als Cipangu.
Op oudere westerse kaarten, bijvoorbeeld die van de Florentijnse geograaf Paolo dal Pozzo Toscanelli  (gestorven 1482) wordt Cipangu voorgesteld als een zeer groot eiland ver voor de kust gelegen ten oosten van China. Het eiland besloeg meer dan 30 breedtegraden van de omgeving van de evenaar tot meer dan 35 graden noorderbreedte. Deze weergave van Cipangu berustte op de verslagen van Marco Polo, gedocumenteerd net voor 1300. Portugese matrozen spoelden als eerste Europeanen aan op Tanegashima in 1543, acht decennia na de eerste Europese afbeelding van de eilandstaat en minstens rond de tweehonderdvijftig jaar na het eerste ter ore komen. 
Het komt in de literatuur in verschillend spellingsvarianten voor, bijvoorbeeld Zipangu, Cipango, enz. Ook de moderne term Jipangu die verwijst naar zaken die met Japan te maken hebben zoals Japanse films, anime en videospellen is waarschijnlijk afgeleid van de term.